# Steady Rollin'
Steady Rollin' è il terzo singolo del duo californiano Two Gallants e il secondo estratto da What the Toll Tells.

## Il singolo
Il singolo viene pubblicato il 14 marzo sia in versione MP3 che all'interno di un 7" venduto in edizione limitata al cui interno si trova un altro inedito: "Dappens".
Il 6 settembre del medesimo anno viene pubblicato su internet un video ufficiale.

## Contenuto e Video
La canzone tratta la storia di un uomo abbandonato dalla donna che amava e per sopperire a tale perdita decide di cercare un'altra compagna con la quale rivivere quelle profonde emozioni. Il tentativo non va a buon fine e, ancora perdutamente innamorato della ragazza precedente, il protagonista decide di uccidere metaforicamente la moglie, lasciandola.
Il video, invece, mostra diverse piccole scene della vita quotidiana dei due ragazzi californiani e alcuni spezzoni delle loro esibizioni live.

## Tracce

### Vinile
Lato A
1. Steady Rollin' – 4:29

Lato B
1. Dappens – 6:27

### CD e iTunes
1. Steady Rollin' – 4:30
2. Dappens – 6:27
3. Don't Want No Woman Who Stays Out All Night Long – 2:38

## Formazione
Gruppo
- Adam Stephens - voce, chitarra, armonica a bocca
- Tyson Vogel - cori, batteria

Produzione
- Scott Solter - produzione, missaggio
- Alan Hynes - design, fotografia